# Татарченко Геннадій Петрович
Генна́дій Петро́вич Тата́рченко (нар. 17 травня 1951, м. Сніжне, Донецька область, УРСР, СРСР) — радянський і український композитор.

## Життєпис
З шести років вчився грати на скрипці та співав у хорі.
Навчався в консерваторії, після четвертого курсу перервав навчання і в 1975 році став гітаристом ВІА «Кобза».
В Будинку звукозапису при Держтелерадіокомітеті працював студійним музикантом та аранжувальником, де писав фонограми для співаків.

## Творчість
В 1984 році Назарій Яремчук заспівав пісню Татарченка «Полісяночка». Студійний гурт під керівництвом Татарченка записував більшість пісень творчого альянсу Володимира Бистрякова та Валерія Леонтьєва.
Валерій Леонтьєв співав пісні Татарченка «Мираж», «Арена» (1986), «Біла ворона» (1987), Софія Ротару співала його пісні «Музыка капели», «Смешной драндулет», «Білі нарциси».
Закінчивши консерваторію, Татарченко працював з Юрієм Рибчинським над рок-оперою «Біла ворона. Жанна д'Арк» (1991) , яка стала першою українською рок-оперою, випущеною на платівці.
Автор музики до мультфільму «Повертайся, Капітошко!» (1989).